# Roman Kozak
Roman Marian Kozak (ur. 19 stycznia 1907 w Poznaniu, zm. 4 listopada 1970 tamże) – polski naukowiec, nauczyciel akademicki, samorządowiec, poliglota i profesor nauk technicznych. Pierwszy rektor Politechniki Poznańskiej (1955-1962). Działacz PPS i PZPR.

## Życiorys

### Dzieciństwo i młodość (1907-1944)
Urodził się 19 stycznia 1907 w Poznaniu jako ósme z dziesięciorga dzieci pracownika pocztowego Ignacego (ur. 1864) i Anny z domu Staszak (ur. 1871). W Poznaniu ukończył gimnazjum matematyczno-przyrodnicze. Studiował na Wydziale Lądowo-Wodnym Politechniki Warszawskiej, gdzie w 1938 otrzymał tytuł inżyniera budownictwa lądowego. Rozpoczął pracę w Zarządzie Miejskim w Poznaniu oraz w Liceum Budowlanym i w laboratorium materiałów budowlanych. W czasie okupacji pracował w Poznaniu w zakładach przemysłowych Hoentscha. Rozpoczął również pisać podręcznik.

### Działalność powojenna (1945–1970)
W 1945 zgłosił się do odbudowy zniszczonego wojną miasta i został współorganizatorem Wydziału Mostowego i Drogowego przy Zarządzie Miejskim, w którym w lutym 1945 został kierownikiem odbudowy mostów i obiektów zniszczonych podczas II wojny światowej.
Zorganizował Liceum Budowlane w Poznaniu, w którym następnie był nauczycielem. Równocześnie zorganizował Wydział Inżynierii Lądowo-Wodnej i Architektury przyszłej Politechniki Poznańskiej i do 1952 był ich dziekanem. Zorganizował także laboratorium, które później przekształciło się w Zakład Badawczy Budownictwa.
Działalność praktyczna Romana Kozaka wiązała się z projektowaniem sieci wysokiego napięcia, fundamentów pod maszyny i kierowaniem budową elektrowni w Gorzowie Wielkopolskim, Dychowie, Białogardzie, Koninie oraz Adamowie. Brał udział w budowie kolektora na lewym brzegu Warty, nowego ujęcia wody dla miasta Poznania, fabryki akumulatorów, odbudowie Biblioteki Raczyńskich, Pałacu Działyńskich, Ratusza, Katedry, oraz wielu mostów na terenie Wielkopolski. Jako konsultant pracował przy budowie osiedli na Ratajach w Poznaniu.
Pod jego kierownictwem wykonano pierwsze konstrukcje sprężone, ratując między innymi przed katastrofą budowlaną pierwszą i najdłuższą „deskę” – blok mieszkalny budowany na osiedlu Piastowskim tuż nad korytem Warty na poznańskich Ratajach, wówczas – gruntami o charakterystyce podmokło-bagiennej.
27 stycznia 1950 w obecności przedstawicieli Ministerstwa Budownictwa, świata nauki i techniki, zaprezentował czterometrowe belki stropowe ze strunobetonu, które zdały egzamin wytrzymałości. Pokaz ten, jak się później okaże, zapoczątkował budownictwo z „wielkiej płyty” w Polsce. 9 marca 1950, po sześciu tygodniach zostaje zademonstrowany podkład kolejowy ze strunobetonu, który również zdaje egzamin wytrzymałości, i zostaje on wprowadzony do masowej produkcji. W 1958 roku zostaje ukończona trasa kolejowa Poznań-Wrocław w całości osadzona na podkładach pomysłu Romana Kozaka.
W 1949 otrzymał tytuł doktora nauk technicznych. W 1954 został profesorem nadzwyczajnym i kierownikiem Katedry Budownictwa, Prefabrykacji i Betonów Sprężonych na Wydziale Budownictwa Lądowego Politechniki Poznańskiej. Cztery lata później został profesorem zwyczajnym.
W latach 1955–1962 był pierwszym rektorem Politechniki Poznańskiej. Później objął stanowisko dyrektora Instytutu Technologii i Konstrukcji Budowlanych. W 1969 powołał studium doktoranckie i był jego kierownikiem. W latach 1959–1961 członek kolegium redakcyjnego „Kroniki Miasta Poznania”. W latach 1955–1969 był radnym miasta Poznania.
Zmarł 4 listopada 1970 w Poznaniu w wieku 63 lat. Został pochowany 7 listopada w Alei Zasłużonych na cmentarzu Junikowo w Poznaniu.

## Zainteresowania badawcze
Interesował się m.in. takimi obszarami badawczymi, jak: strunobeton, strunożelbet, kablobeton, konstrukcje drewniane, prefabrykacja, ceramika w budownictwie. Jego dorobek naukowy związany jest z budownictwem ogólnym, betonami sprężonymi, konstrukcjami drewnianymi i fundamentowaniem.

## Odznaczenia i wyróżnienia
- Złoty Krzyż Zasługi (1954)[4]
- Krzyż Oficerski Orderu Odrodzenia Polski za zasługi dla rozwoju budownictwa przemysłowego w powojennej Polsce (1958)
- Nagroda im. prof. Wacława Żenczykowskiego (1970)[5].

## Życie prywatne
W 1945 ożenił się z Janiną Ratajczak (1924-2002). Mieli trzech synów: Janusza (ur. 1945), Piotra (ur. 1946) i Adama (1959–2006).

## Upamiętnienie
Pośmiertnie imieniem Romana Kozaka została nazwana jedna z ulic w Poznaniu oraz Zespół Szkół Budowlanych w Pile.